# 振金
振金（Vibranium），中文名稱亦作奈布林、吸震金屬、汎金屬、涅槃鋼等，是出現在漫威漫畫世界中的一種虛構金屬，其最為人所知的用途是用來做為合金製造美國隊長的盾牌，汎金屬亦經常與黑豹和他的家鄉瓦干達扯上關係。

## 歷史設定
根據虛構設定，汎金屬早於10,000年前已經因為一顆隕石而散落地球，有文獻顯示汎金屬早在人類探索南極洲時已經出現。特殊的汎金屬的同位素擁有可以溶解其他金屬的能力，因為此特性，南極汎金屬亦被稱為「反金屬」（Anti-Metal）。
在非洲隱密國家瓦干達的境內可發現不同的汎金屬，它們大多可以吸收聲波及其他震動波甚至動能。汎合金被瓦干達的國王黑豹的父親特查卡（前任黑豹）發現，為了保護這項資源，他為自己的國家採取孤立主義。而因為特查卡透過出售少量汎金屬而資助本土教育，使瓦干達成為世上其中一個科技最先進的國家之一。
1940年代初期，少量的汎金屬被一名科學家麦伦·马克莱恩（Myron MacLain）所擁有，他試圖把汎金屬與鐵融合一起來製造坦克車的裝甲，但卻發現不能把其元素融合。一天早上，他發現這兩種物質以一種未知的方式結合為一，這種擁有極高硬度的合金最終製成了美國隊長的圓盾。其後十年來马克莱恩一直希望能夠複製當初的成品，終於在1960年代，他發明了一種近乎無堅不摧的金屬「亞德曼合金」。
直至特查拉當上瓦干達的國王，他結束了鎖國政策，此舉令世人在1980年代中期認識到汎金屬的存在。他把少量的汎金屬賣給那些他相信不會危害人類的外地人，把所得的利潤使自己的國家富裕及現代化起來(只有少許的汎合金的出售價格都是天文數字)。多年來無數人希望奪得瓦干達的汎金屬資源，但是大多數汎金屬仍是由瓦干達所擁有。在史克魯爾人的秘密入侵地球事件期間，史克魯爾人假扮成神盾局的特工及解放了原野島的原住民來取得汎金屬，他們亦曾入侵瓦干達，但被瓦干達的人民成功擊退。

## 特性及已知能力
在漫威宇宙中，汎金屬是一種罕有且來自外太空的自然生成的金屬性物質，而它們可分為兩種形態：
- 瓦干達種

瓦干達種汎金屬是最常見的汎金屬種類，亦可以直接被稱為「汎金屬」，是在瓦干達的本土稀有物質。瓦干達種汎金屬可以吸收近乎所有震動，包括直接施加在上的動能，吸收了的能量會儲存在組成物質的分子鍵之間，亦即是吸收的能量會使其物質更加堅固。儘管至今仍然未知道可以吸收能量的實際數目，但是知道汎金屬吸收能量的數量是有一定的限制。其中的例子是石油集團Roxxon公司曾在南大西洋的一個小島上發現以汎金屬組成的地基，他們發現必須要用炸彈爆炸破壞小島及其汎金屬地基結構，雖然汎金屬無法承受爆炸能量而被破壞，但是仍然能夠吸收爆炸所產生的聲波而避免破壞周圍環境。
- 南極種

南極種汎金屬被稱作「反金屬」，這種汎金屬的同位素是於原野島發現的物質。這種汎金屬能產生帶有獨特波長的震動波以破壞其他包括亞德曼合金間的分子鍵及使其液化。

## 電影設定
- 漫威電影宇宙：基本上遵從漫畫的設定，但弱化。
  - 《美國隊長：復仇者先鋒》（2011年）：美國隊長的圓盾即是汎金屬製成，並在《復仇者聯盟4:終局之戰》（2019年）中因為要全力阻止薩諾斯而再次使用，但盾牌無法承受集中式的雙刃刀的連續砍擊而被砍碎了4分之1。
  - 《復仇者聯盟2：奧創紀元》（2015年）：奧創的第二代機器身體中亦有汎金屬成分，幻視的身體也是由汎金屬和有機體製成，但在《復仇者聯盟3：無限之戰》（2018年）面對亡刃的長槍和薩諾斯則顯得不堪一擊。
  - 《美國隊長3：英雄內戰》（2016年）：黑豹的裝備即是由汎金屬製成。
  - 《黑豹》（2018年）：瓦干達的高科技設備由汎金屬製成。
  - 《復仇者聯盟3：無限之戰》（2018年）：除了黑豹的戰衣與瓦干達的戰士們的武器之外，美國隊長所使用的新盾牌及酷寒戰士的新手臂亦是由汎金屬製成。